# Caresana
Caresana là một đô thị ở tỉnh Vercelli trong vùng Piedmont thuộc Ý, có cự ly khoảng 70 km về phía đông bắc của Torino và khoảng 13 km về phía đông nam của Vercelli. Tại thời điểm ngày 31 tháng 12 năm 2004, đô thị này có dân số 1.083 người và diện tích là 23,7 km².
Caresana giáp các đô thị: Langosco, Motta de' Conti, Pezzana, Rosasco, Stroppiana, Villanova Monferrato.